# Saeed Al-Owairan
Saeed Al-Owairan (arabiska: سعيد العويران), född den 19 augusti 1967 i Saudiarabien, är en före detta fotbollsspelare.
Han har medverkat i två VM-turneringar för Saudiarabien: 1994 och 1998. I VM 1994 gjorde Saeed Al-Owairan mål i matchen mot Belgien i gruppspelet, då han lyckades dribbla sig förbi motståndarnas planhalva och försvar och sedan satte bollen upp i nättaket. I VM 1998 gick det sämre för Saeed Al-Owairan och Saudiarabien då de blev utslagna redan i gruppspelet. Saeed Al-Owairan har varit Al-Shabab Riyadh trogen, och är den enda klubb han har spelat för mellan åren 1988 och 2001. 
För Saudiarabien spelade Saeed Al-Owairan mellan 1991 och 1998 och gjorde totalt 24 mål på 75 matcher.